# Hebel (Adelsgeschlecht)
Die Herren von Hebel waren ein hessisches Rittergeschlecht, das sich nach dem Dorf Hebel, heute ein Ortsteil von Wabern, nannte.
Im Jahre 1144 werden mit den Brüdern Eilbold, Werner und Hartmann von „Hebelde“ als Zeugen bei der Gründung des Klosters Aulesburg erstmals Mitglieder des Geschlechts urkundlich erwähnt.
Mit Konrad von Hebel wird im 13. Jahrhundert die Errichtung der Oberburg Falkenberg bei Wabern in Verbindung gebracht, die an der strategisch und ökonomisch wichtigen Straße von Hersfeld nach Fritzlar, Gudensberg und Kassel errichtet wurde. Sie wurde 1250 als Valkenberc in einer Urkunde des Grafen Gottfried I. von Ziegenhain erstmals erwähnt, in der Konrad von Hebel als erster Zeuge aufgeführt ist. Um 1270 nahmen die Nachkommen Konrads, beginnend mit seinem Sohn Otto I., den Geschlechtsnamen „von Falkenberg“ an, während Konrads Bruder Heinrich, der weiterhin in Hebel wohnte, den Namen „von Hebel“ beibehielt.
Das Geschlecht erlosch im Jahre 1520 in männlicher Linie.